# Dan Caine
John Dan Caine (Elmira, 10 augustus 1968) is een generaal van de Amerikaanse luchtmacht. Hij was van 2021 tot 2024 werkzaam als adjunct-directeur voor militaire zaken van de Central Intelligence Agency.
Op 21 februari 2025 werd Caine door president Donald Trump genomineerd om generaal Charles Q. Brown Jr. die door Trump was ontslagen, te vervangen als voorzitter van de Joint Chiefs of Staff.

## Biografie
Caine's militaire carrière begon na zijn afstuderen op het Virginia Military Institute. Hij werd op 1 oktober 1990 benoemd tot tweede luitenant bij de Amerikaanse luchtmacht. Caine kreeg al snel een reputatie als een capabele en gedisciplineerde officier.
Een van zijn belangrijkste taken was die als piloot, daar liet hij uitzonderlijke vliegvaardigheden en missie-uitvoeringen zien. Caine nam deel aan talloze operaties, waaronder enkele gevechtsmissies in het Midden-Oosten. De carrière van Caine nam een belangrijke omslag toen hij diende als Deputy Commanding General van de Special Operations Joint Task Fore tijdens Operation Inherent Resolve. Hierin speelde hij een cruciale rol in de inspanningen van het Amerikaanse leger om terroristische organisaties in Irak en Syrië te bestrijden. 
Caine heeft meer dan 2.800 vlieguren in de F-16 gemaakt, op 11 september 2001 had hij als taak om Washington D.C. te beschermen, toen Al-Qaida-kapers commerciële vliegtuigen op het Pentagon afstuurden en het World Trade Center in New York doorboorden.
Vanaf 2005 bekleedde Caine verschillende functies in Washington D.C. Hij was onder meer speciaal assistent bij het ministerie van Landbouw en vervolgens beleidsdirecteur voor terrorismebestrijding bij de Homeland Security Council van het Witte Huis.
In 2021 maakte Caine een belangrijke overstap naar de Central Intelligence Agency (CIA). Hier fungeerde hij als een van de belangrijkste militaire adviseurs van de CIA-directeur, bovendien overbrugde hij de kloof tussen het ministerie van Defensie en de inlichtingengemeenschap. Eind 2024 ging John Caine met pensioen.

## Terug in dienst
Op 21 februari 2025 nomineerde president Donald Trump Caine tot voorzitter van de Joint Chiefs of Staff, de hoogste militaire leider in de Verenigde Staten. Caine wordt gezien als een loyalist van Trump. Donald Trump prees hem als een bekwame piloot, veiligheidsexpert en een ervaren oorlogsvechter.

## Promoties
| Embleem | Rang               | Jaar              |
| ------- | ------------------ | ----------------- |
|         | Second Lieutenant  | 1 oktober 1990    |
|         | First Lieutenant   | 1 oktober 1993    |
|         | Captain            | 10 oktober 1995   |
|         | Major              | 2 december 2000   |
|         | Lieutenant Colonel | 8 april 2005      |
|         | Colonel            | 10. januari 2011  |
|         | Brigadier General  | 5 mei 2016        |
|         | Major General      | 19 september 2019 |
|         | Lieutenant General | 3 november 2021   |